# 환목궁

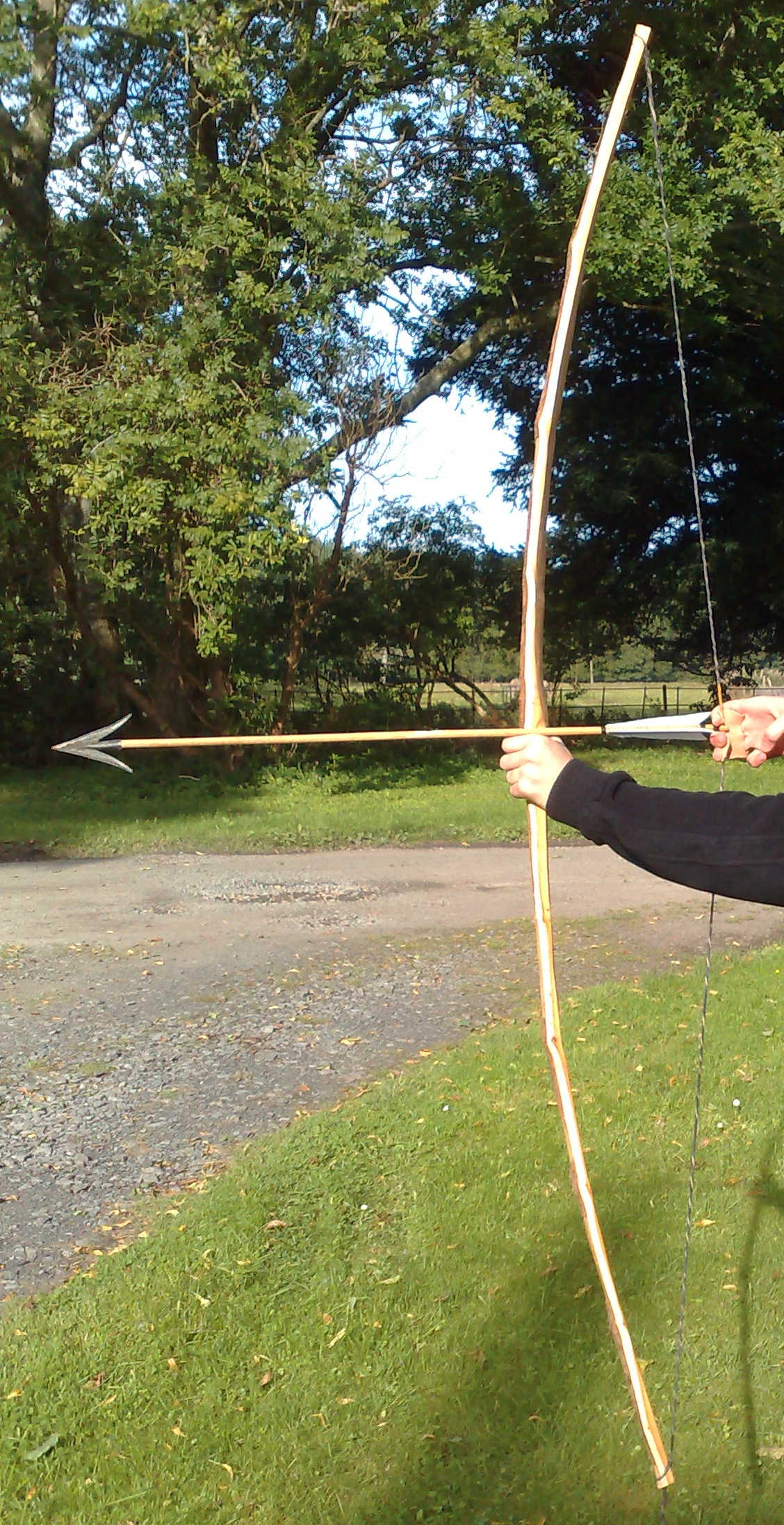

환목궁(丸木弓, self bow)은 나무 하나로만 만든 활이다. 여러 나무를 조합해 만든 복합궁, 나무 뿐 아니라 힘줄이나 소뿔 등 다른 재료와 함께 만든 합성궁과 비교해 다루기 쉽지만 힘이 부족하여 사정거리와 파괴력은 떨어진다.

## 같이 보기
- 장궁
- 쇠뇌
- 케이블 백드 보우
- 컴파운드 보우
- 개량궁
- 반곡궁